# 두 (성씨)
두(杜,豆)는 한국의 성씨다.

## 팥배 두 杜
두(杜)는 2015년 인구 통계청에서 6,428명으로 조사되었다. 본관은 두릉이 존재한다.

## 콩 두 豆
1965년 14가구 56명 1975년 8가구 3명이지만 1985년때 소멸되었다.